# 임자송
임자송(任子松, ? ~ ?)
고려후기 동지밀직사사, 첨의평리, 찬성사 등을 역임한 관리.문신. 본관은 풍천(豐川). 어사 임주(任澍)의 아들이다.
1319년(충숙왕 6) 복국장공주(濮國長公主)가 죽자 원윤으로 사신이 되어 원나라에 가서 상을 고하였다.
1321년 이의풍(李宜風)과 더불어 동지밀직사사가 되었으며, 1324년 직조언량익찬공신(直朝言亮翊贊功臣)에 올라 첨의평리(僉議評理)가 되었다. 1327년 심양왕 왕고(瀋陽王 王暠)의 일이 수습되면서, 왕이 원나라에 억류되어 있을 때 보필하였던 신하들에 대한 포상이 내려졌는데, 서하군(西河君)으로서 1등공신에 봉하여졌다.
1330년 충혜왕이 원나라에 있다가 즉위하자 만호 권겸(權謙)과 같이 원나라 객성부사(客省副使) 칠십견(七十堅)을 따라 국왕인(國王印)을 가지고 원나라에 다녀왔으며, 이 해 찬성사가 되었다. 1342년(충혜왕 복위 3) 조적(曺頔)을 토죄하고 왕을 원나라에서 잘 옹위한 공으로 다시 1등공신의 호를 받았다.

## 가족 관계
- 아버지 : 임주(任澍)
- 어머니 : 창덕 진씨(昌德陳氏), 진홍도(陳弘道)
  - 동생 : 임자순(任子順)
  - 부인 : 여흥 민씨(驪興閔氏), 민훤(閔萱)의 딸
    - 장남 : 임경유(任景儒)
    - 차남 : 임덕유(任德儒)
    - 3남 : 임덕수(任德壽)
    - 4남 : 임덕생(任德生)
    - 사위 : 윤침(尹忱)
    - 사위 : 박계원(朴季元)
    - 사위 : 김전(金鈿)

## 참고 문헌
고려사(高麗史)
고려사절요(高麗史節要)
신증동국여지승람(新增東國輿地勝覽)
목은문고(牧隱文藁